# Bathgate
Bathgate (gael. Both Chèit) – miasto w Wielkiej Brytanii, w Szkocji, w jednostce administracyjnej West Lothian. W 2001 roku miasto liczyło 15 068 mieszkańców.
Na północ od Bathgate, w odległości ok. 3 km znajduje się neolityczny kopiec Cairnpapple Hill.
W pobliżu miasta przebiega autostrada M8.

## Współpraca
- Cran-Gevrier, Francja